# Guy Mairesse (acteur)
Pour les articles homonymes, voir Guy Mairesse et Mairesse.
Guy Mairesse est un acteur français, né le 14 juin 1924 à Saint-Maur-des-Fossés (Val-de-Marne) et mort le 11 avril 2009 dans le 14e arrondissement de Paris.

## Filmographie partielle
- 1951 : Les Joyeux Pèlerins d'Alfred Pasquali
- 1951 : Juliette ou la Clé des songes de Marcel Carné
- 1952 : Jour de peine, moyen métrage de Victor Vicas
- 1952 : Le Chemin de Damas de Max Glass
- 1955 : Marie-Antoinette reine de France de Jean Delannoy
- 1955 : Toute la ville accuse de Claude Boissol
- 1955 : Les Révoltés (Il mantello rosso) de Giuseppe Maria Scotese
- 1958 : Tamango de John Berry
- 1959 : Sergent X de Bernard Borderie
- 1960 : Le Caïd de Bernard Borderie
- 1960 : Le Sahara brûle de Michel Gast
- 1962 : Le Diable et les Dix Commandements, segment Homicide point ne seras de Julien Duvivier
- 1963 : Le Glaive et la Balance de André Cayatte
- 1963 : La Porteuse de pain de Maurice Cloche
- 1963 : L'Amour avec des si de Claude Lelouch
- 1965 : Le Diabolique docteur Z (Miss Muerte) de Jesús Franco
- 1966 : Avec la peau des autres de Jacques Deray
- 1966 : Un homme de trop de Costa-Gavras
- 1968 : Z de Costa-Gavras
- 1969 : L'Aveu de Costa-Gavras
- 1971 : Le Droit d'aimer d'Éric Le Hung
- 1971 : Action héroïque (Afyon oppio) de Ferdinando Baldi
- 1971 : Aux frontières du possible : le dossier des mutations V de Victor Vicas
- 1972 : Une raison pour vivre, une raison pour mourir (Una ragione per vivere, una per morire) de Tonino Valerii
- 1974 : L'important c'est d'aimer d'Andrzej Zulawski
- 1974 : Section spéciale de Costa-Gavras
- 1975 : Pleins feux sur un voyeur de Pierre-Claude Garnier
- 1975 : Quand la ville s'éveille de Pierre Grasset
- 1975 : Les Grands Détectives, d'Alexandre Astruc, épisode : La Lettre volée : Duvernois
- 1975 : Docteur Françoise Gailland de Jean-Louis Bertuccelli
- 1975 : Les Ambassadeurs de Naceur Ktari
- 1976 : L'Affiche rouge de Frank Cassenti
- 1976 : Pauline et l'ordinateur de Francis Fehr
- 1977 : Haro de Gilles Béhat
- 1977 : Fachoda, la mission Marchand, feuilleton télévisé de Roger Kahane : Victor
- 1977 : Minichronique de René Goscinny et Jean-Marie Coldefy, épisode L'Itinéraire
- 1977 : Il était une fois la légion (March or die) de Dick Richards
- 1978 : La nuova colonia (de Luigi Pirandello), mise en scène Anne Delbée, filmé au Nouveau Carré Silvia Monfort : Fillico
- 1981 : Le Choix des armes d'Alain Corneau
- 1983 : S.A.S. à San Salvador, film de Raoul Coutard : Jesus

## Théâtre
- 1955 : Le Petit Arpent du bon Dieu d'Erskine Caldwell, mise en scène José Quaglio, Théâtre de l'Ambigu
- 1960 : Ex-Napoléon (de Nino Frank et Paul Gilson), mise en scène Jean-Jacques Aslanian et Jean Collomb, Palais Saint-Vaast, Arras
- 1968 : Le roi se meurt (d'Eugène Ionesco), mise en scène Cyril Robichez, Petit Théâtre du Pont-Neuf, Lille
- 1977 : La nuova colonia (de Luigi Pirandello), mise en scène Anne Delbée, Nouveau Carré Silvia Monfort